# Сарі-Бейґлуй-є-Аралік
Сарі-Бейґлуй-є-Аралік (перс. ساری‌بیگلوی ارالیق) — село в Ірані, входить до складу дехестану Баш-Калах у Центральному бахші шахрестану Урмія провінції Західний Азербайджан.